# Tysk-österrikiska backhopparveckan 1985/1986
34Tysk-österrikiska backhopparveckan 1985/1986 ingick i backhoppningsvärldscupen 1985/1986. 
Man hoppade i Oberstdorf den 30 december 1985, den 1 januari 1986 hoppade man i Garmisch-Partenkirchen och den 4 januari 1986 hoppade man i Innsbruck. Sista deltävlingen i Bischofshofen hoppades den 6 januari 1986.

## Oberstdorf
- Datum: 30 december 1985
- Land:  Västtyskland
- Backe: Schattenbergschanze

| Placering | Hoppare           | Land      | Poäng |
| --------- | ----------------- | --------- | ----- |
| 01        | Pekka Suorsa      | Finland   | 212,8 |
| 02        | Franz Neuländtner | Österrike | 210,0 |
| 03        | Piotr Fijas       | Polen     | 208,1 |
| 04        | Ernst Vettori     | Österrike | 204,8 |
| 05        | Horst Bulau       | Kanada    | 204,7 |
| 06        | Anssi Nieminen    | Finland   | 203,7 |
| 07        | Pavel Ploc        | Norge     | 202,9 |
| 08        | Vegard Opaas      | Norge     | 202,5 |
| 09        | Hroar Stjernen    | Norge     | 202,2 |
| 010       | Per-Inge Tällberg | Sverige   | 201,9 |

## Garmisch-Partenkirchen
- Datum: 1 januari 1986
- Land:  Västtyskland
- Backe: Große Olympiaschanze

| Placering | Hoppare        | Land            | Poäng |
| --------- | -------------- | --------------- | ----- |
| 01        | Pavel Ploc     | Tjeckoslovakien | 212,8 |
| 02        | Ernst Vettori  | Österrike       | 211,5 |
| 03        | Primož Ulaga   | Jugoslavien     | 208,9 |
| 04        | Jens Weissflog | Östtyskland     | 208,0 |
| 05        | Jiří Parma     | Tjeckoslovakien | 201,4 |
| 06        | Ulf Findeisen  | Östtyskland     | 200,9 |
| 07        | Pekka Suorsa   | Finland         | 197,7 |
| 08        | Bohumil Vacek  | Tjeckoslovakien | 197,3 |
| 09        | Piotr Fijas    | Polen           | 196,5 |
| 010       | Horst Bulau    | Kanada          | 195,4 |

## Innsbruck
- Datum: 4 januari 1986
- Land:  Österrike
- Backe: Bergiselschanze

| Placering | Hoppare          | Land            | Poäng |
| --------- | ---------------- | --------------- | ----- |
| 01        | Jari Puikkonen   | Finland         | 212,3 |
| 02        | Hroar Stjernen   | Norge           | 207,2 |
| 03        | Anssi Nieminen   | Finland         | 204,9 |
| 04        | Bohumil Vacek    | Tjeckoslovakien | 202,9 |
| 05        | Jan Henrik Trøen | Norge           | 201,3 |
| 06        | Franz Wiegele    | Österrike       | 200,3 |
| 07        | Primož Ulaga     | Jugoslavien     | 199,1 |
| 08        | Wolfgang Steiert | Västtyskland    | 199,0 |
| 09        | Ernst Vettori    | Österrike       | 197,8 |
| 010       | Andreas Felder   | Österrike       | 197,3 |

## Bischofshofen
- Datum: 6 januari 1986
- Land:  Österrike
- Backe: Paul-Ausserleitner-Schanze

| Placering | Hoppare           | Land            | Poäng |
| --------- | ----------------- | --------------- | ----- |
| 01        | Ernst Vettori     | Österrike       | 224,2 |
| 02        | Franz Neuländtner | Österrike       | 221,6 |
| 03        | Rolf Åge Berg     | Norge           | 216,6 |
| 04        | Primož Ulaga      | Jugoslavien     | 215,8 |
| 05        | Jiří Parma        | Tjeckoslovakien | 215,3 |
| 06        | Jens Weissflog    | Östtyskland     | 214,6 |
| 07        | Vegard Opaas      | Norge           | 211,7 |
| 08        | Piotr Fijas       | Polen           | 206,5 |
| 09        | Olav Hansson      | Norge           | 204,6 |
| 010       | Hroar Stjernen    | Norge           | 204,3 |

## Slutställning
| Placering | Hoppare           | Land        | Poäng |
| --------- | ----------------- | ----------- | ----- |
| 01        | Ernst Vettori     | Österrike   | 838,3 |
| 02        | Franz Neuländtner | Österrike   | 813,0 |
| 03        | Jari Puikkonen    | Finland     | 805,8 |
| 04        | Hroar Stjernen    | Norge       | 801,1 |
| 05        | Rolf Åge Berg     | Norge       | 796,6 |
| 06        | Vegard Opaas      | Norge       | 795,1 |
| 07        | Piotr Fijas       | Polen       | 792,0 |
| 08        | Olav Hansson      | Norge       | 766,9 |
| 09        | Antonio Lacedelli | Italien     | 756,7 |
| 010       | Miran Tepeš       | Jugoslavien | 751,4 |